# Bauerneinheit
Die Bauerneinheit ist ein System zur Quantifizierung des Wertes von Schachfiguren während einer Schachpartie. Als grundlegende Vergleichsgröße wird der Wert eines Bauern gleich 1 gesetzt und die Werte der anderen Schachfiguren relativ dazu angegeben. Die Bauerneinheit dient Schachspielern und Schachcomputern zur Stellungsbewertung und zum Abschätzen der Folgen eines Zuges.

## Grundlegendes
Klassisch werden die Figuren folgendermaßen bewertet:
| Figur | Bauer | Springer | Läufer | Turm | Dame | König |
| ----- | ----- | -------- | ------ | ---- | ---- | ----- |
| Wert  | 1     | 3        | 3      | 5    | 9    | ∞     |

Der König besitzt keinen Wert in Bauerneinheiten, da er nicht geschlagen werden kann. In Endspielsituationen, wo keine unmittelbare Mattgefahr besteht und der König aktiv wird, liegt sein Kampfwert meist zwischen dem einer Leichtfigur (Läufer oder Springer) und dem eines Turmes.
Aus den angegebenen Zahlen folgt, dass bei ungleichen Materialverhältnissen üblicherweise zum Beispiel zwei Türme stärker sind als eine Dame oder zwei Leichtfiguren in der Regel stärker sind als ein Turm. Läufer und Springer werden als ungefähr gleich gewertet. Der Läufer kann auf größere Entfernungen wirken und beherrscht im Durchschnitt mehr Felder als der Springer, doch er ist an seine Feldfarbe gebunden. Da beide Läufer zusammen diesen Nachteil umgehen, ist das Läuferpaar in Mittel- und Endspiel jedoch meist stärker als zwei Springer.
Da zwei Läufer stärker als zwei Springer sein können, zeigt sich, dass die Bauerneinheit nur als Faustregel zu verstehen ist, die bei bestimmten Stellungen ungenau wird. So kann es durchaus sinnvoll sein, eine höherwertige Figur für eine Figur mit geringerem Bauernwert zu opfern, wenn man dadurch einen Stellungsvorteil erreicht.

## Qualität
Für den Mehrwert eines Turmes gegenüber einer Leichtfigur ist die Bezeichnung Qualität gebräuchlich. Der Tausch einer eigenen Leichtfigur gegen einen gegnerischen Turm wird als Qualitätsgewinn bezeichnet, für den Gegner dagegen als Qualitätsverlust. Ein Qualitätsopfer ist der bewusste Tausch eines Turmes gegen eine Leichtfigur. Damit verbunden ist die Notwendigkeit, als Ausgleich andere Vorteile zu erringen. Dies kann zum Beispiel ein Tempogewinn sein oder ein Stellungsvorteil.
Umgangssprachlich verwenden Schachspieler des Öfteren die Verballhornung Qualle für Qualität. Die traditionsreiche Vereinszeitung des Schach-Clubs Kreuzberg e. V. in Berlin nennt sich beispielsweise Kreuzqualle.

## Veränderungen im Verlauf des Spiels
Da die Stellung eine Rolle für die Bewertung der Figuren spielt, folgt, dass sich die Werte auch leicht im Verlauf des Spiels verändern. Cecil Purdy veranschlagte für die Leichtfiguren 3,5 Bauerneinheiten in der Eröffnung und im Mittelspiel, aber nur noch 3,0 im Endspiel. Weitere Beispiele sind:
- Im Mittelspiel ist eine Dame ungefähr gleich viel wert wie zwei Türme, im Endspiel jedoch etwas weniger. Ohne weitere Figuren im Spiel sind zwei Türme in etwa so viel wert wie eine Dame und ein Bauer.
- In der Eröffnung und im Mittelspiel sind ein Turm und zwei Bauern schwächer als zwei Läufer und etwa so stark wie zwei Springer. Im Endspiel jedoch sind ein Turm und zwei Bauern so stark wie zwei Läufer, und ein Turm und ein Bauer entspricht etwa zwei Springern.[3]
- Läufer sind oft stärker in der Eröffnung als Türme. Dieses Verhältnis dreht sich im Verlaufe des Spiels um.[4]
- Auch die Bauern verändern ihren Wert: In der Eröffnung und im Mittelspiel sind die zentralen Bauern wertvoller als die äußeren, im Endspiel jedoch werden die äußeren deutlich wertvoller, da sich mit ihnen leichter eine Bauernumwandlung erreichen lässt. Bei etwa insgesamt 14 Figuren auf dem Brett sind alle Bauern ungefähr gleich viel wert.[5]

## Computerschach
Die Bauerneinheit wird auch im Computerschach genutzt. Moderne Schachprogramme rechnen allerdings mit genaueren Werten, die zur schnelleren Berechnung mit Hundert multipliziert werden. Außerdem berücksichtigen sie die Stellung und verändern so je nach Stellung die einzelnen Werte, sie ziehen also etwas vom Bauernwert einer Figur ab, wenn diese ungünstig steht. Auf diese Weise können die Programme sich für einen bestmöglichen Zug entscheiden und auch feststellen, wie sich der Wert der Stellung der beiden Spieler nach einem Zug verändern würde. Eine möglichst genaue Kalibrierung dieser Werte, meist anhand von Ergebnissen in Stellungstests, gehört zu den wichtigen Aufgaben eines Schachprogramms.
Insbesondere für Schachprogramme hat es in der Schachliteratur mehrere Versuche gegeben, die klassischen Werte zu präzisieren. Bereits im Handbuch des Schachspiels von 1852 wurde betont, dass der aktuelle Wert einer bestimmten Figur stark von deren Postierung und Zugmöglichkeiten abhängt. Auch Emanuel Lasker schrieb in seinem Lehrbuch des Schachspiels, dass Vergleichswerte zwischen den Figuren nur ceteris paribus (unter sonst gleichen Bedingungen) gelten.
So wurden beispielsweise folgende Anpassungen an die klassischen Werte vorgeschlagen, wobei Larry Kaufman für ein Läuferpaar einen Bonus von 0,5 Bauerneinheiten hinzurechnet:
| Figur | Bauer | Springer | Läufer | Turm | Dame | Quelle          |
| ----- | ----- | -------- | ------ | ---- | ---- | --------------- |
| Wert  | 1,00  | 3,05     | 3,50   | 5,48 | 9,94 | Howard Staunton |
| Wert  | 1,00  | 3,25     | 3,25   | 5,00 | 9,75 | Larry Kaufman   |
| Wert  | 1,00  | 3,20     | 3,33   | 5,10 | 8,80 | Hans Berliner   |